# 카 (프랜차이즈)

영어 로고

《카》는 월트 디즈니 픽처스가 배급하고 픽사가 제작한 애니메이션 미디어 프랜차이즈이다.

## 메인 시리즈
- 카
- 카 2
- 카 3: 새로운 도전

## TV 시리즈
- 메이터의 놀라운 이야기
- 카 여행을 떠나요

## 스핀오프 시리즈
- 비행기
- 비행기 2: 소방구조대

## 단편 영화
- 원 맨 밴드
- 루